# Union Sportive Boulogne Côte d'Opale
L'Union Sportive Boulogne Côte d'Opale chiamato comunemente Boulogne, è una società calcistica francese con sede nella città di Boulogne-sur-Mer. Milita nella Ligue 2, la seconda serie del campionato francese di calcio.

## Storia
Nel 2009 ha guadagnato per la prima volta nella sua storia il diritto a partecipare alla Ligue 1, la massima serie del campionato francese, essendosi classificata al 3º posto nella Ligue 2 2008-2009.

## Palmarès

### Competizioni nazionali
- Championnat National 2: 2

2004-2005, 2023-2024 (girone C)

### Competizioni regionali
- Division d'honneur Nord: 2

1925-1926, 1982-1983

### Altri piazzamenti
- Coppa di Francia:

Semifinalista: 1936-1937
- Campionato francese di seconda divisione:

Secondo posto: 1972-1973 (girone A)
Terzo posto: 2008-2009
- Championnat National:

Secondo posto: 2006-2007
Terzo posto: 2019-2020, 2024-2025

## Organico

### Rosa 2018-2019
| N. |                         | Ruolo | Calciatore         |
| -- | ----------------------- | ----- | ------------------ |
| 1  | RD del Congo (bandiera) | P     | Riffi Mandanda     |
| 3  | Francia (bandiera)      | D     | Grégory Tomas      |
| 4  | Francia (bandiera)      | D     | Edouard Daillet    |
| 7  | Francia (bandiera)      | C     | Mathias Serin      |
| 8  | Francia (bandiera)      | C     | Abdelkader Kraichi |
| 9  | Francia (bandiera)      | A     | Amadou Konaté      |
| 10 | Marocco (bandiera)      | A     | Nassim Ouammou     |
| 11 | Francia (bandiera)      | C     | Benjamin Gomel     |
| 13 | Francia (bandiera)      | D     | Junior Senneville  |
| 14 | Francia (bandiera)      | D     | Thierry Argelier   |
| 15 | Francia (bandiera)      | C     | Guillaume Beghin   |
| 16 | Mali (bandiera)         | P     | Aly Yirango        |
| 17 | Comore (bandiera)       | D     | Kassim M'Dahoma    |

| N. |                           | Ruolo | Calciatore       |
| -- | ------------------------- | ----- | ---------------- |
| 18 | Francia (bandiera)        | D     | Rémi Duterte     |
| 20 | Francia (bandiera)        | A     | Robert Maah      |
| 24 | Rep. del Congo (bandiera) | A     | Davel Mayela     |
| 25 | Marocco (bandiera)        | C     | Rayan Frikeche   |
| 29 | Guadalupa (bandiera)      | D     | Méddy Lina       |
| 30 | Francia (bandiera)        | P     | Reynald Framery  |
|    | Francia (bandiera)        | D     | Jean Ruiz        |
|    | Francia (bandiera)        | D     | Maxime Brillault |
|    | Burkina Faso (bandiera)   | C     | Abdoul Kaboré    |
|    | Francia (bandiera)        | D     | Cédric Makutungu |
|    | Francia (bandiera)        | A     | Sacha Essombé    |
|    | Francia (bandiera)        | D     | Luc Heumel       |

### Rosa 2017-2018
| N. |                    | Ruolo | Calciatore         |
| -- | ------------------ | ----- | ------------------ |
| 1  | Francia (bandiera) | P     | Reynald Framery    |
| 3  | Francia (bandiera) | D     | Grégory Tomas      |
| 4  | Francia (bandiera) | D     | Luc Heumel         |
| 6  | Marocco (bandiera) | C     | Hassan Alla        |
| 7  | Francia (bandiera) | C     | Jérémy Livolant    |
| 8  | Francia (bandiera) | C     | Loïc Goujon        |
| 9  | Francia (bandiera) | A     | Aurélien Scheidler |
| 10 | Francia (bandiera) | A     | Grégory Thil       |
| 11 | Brasile (bandiera) | C     | Bruno Garcia       |
| 12 | Francia (bandiera) | A     | Youssoufou Niakaté |
| 13 | Francia (bandiera) | D     | Junior Senneville  |
| 14 | Francia (bandiera) | D     | Thierry Argelier   |

| N. |                           | Ruolo | Calciatore        |
| -- | ------------------------- | ----- | ----------------- |
| 16 | Costa d'Avorio (bandiera) | P     | Hillel Konaté     |
| 17 | Francia (bandiera)        | A     | Sacha Essombé     |
| 18 | Francia (bandiera)        | D     | Rémi Duterte      |
| 19 | Francia (bandiera)        | D     | Nathan Dekoke     |
| 20 | Francia (bandiera)        | C     | Bilel El Hamzaoui |
| 24 | Burkina Faso (bandiera)   | C     | Abdoul Kaboré     |
| 25 | Francia (bandiera)        | D     | Maxime Brillault  |
| 27 | Francia (bandiera)        | A     | Koro Koné         |
| 28 | RD del Congo (bandiera)   | D     | Brandon Agounon   |
| 29 | Francia (bandiera)        | D     | Méddy Lina        |
| 30 | Francia (bandiera)        | P     | Paul Reulet       |

### Rosa 2016-2017
| N. |                    | Ruolo | Calciatore        |
| -- | ------------------ | ----- | ----------------- |
| 1  | Francia (bandiera) | P     | Michaël Fabre     |
| 2  | Francia (bandiera) | D     | Rémi Bonenfant    |
| 3  | Francia (bandiera) | D     | Grégory Tomas     |
| 4  | Togo (bandiera)    | D     | Senah Mango       |
| 5  | Francia (bandiera) | C     | Tony Mauricio     |
| 6  | Francia (bandiera) | C     | Steeven Ribéry    |
| 7  | Francia (bandiera) | C     | Hamady Tamboura   |
| 8  | Francia (bandiera) | C     | Pierre Ducasse    |
| 9  | Francia (bandiera) | A     | Anderson Banvo    |
| 10 | Francia (bandiera) | A     | Grégory Thil      |
| 13 | Francia (bandiera) | D     | Junior Senneville |
| 14 | Francia (bandiera) | D     | Thierry Argelier  |
| 15 | Francia (bandiera) | D     | Mamadou Camara    |

| N. |                           | Ruolo | Calciatore       |
| -- | ------------------------- | ----- | ---------------- |
| 16 | Costa d'Avorio (bandiera) | P     | Hillel Konaté    |
| 17 | Francia (bandiera)        | C     | Teddy Teuma      |
| 18 | Francia (bandiera)        | D     | Rémi Duterte     |
| 19 | Francia (bandiera)        | C     | Lucas Daury      |
| 20 | Francia (bandiera)        | D     | Mickaël Borger   |
| 23 | Francia (bandiera)        | C     | Melvyn Vieira    |
| 24 | Francia (bandiera)        | C     | Ibrahim Sacko    |
| 25 | Francia (bandiera)        | D     | Maxime Brillault |
| 28 | Francia (bandiera)        | C     | Jérémy Grain     |
| 29 | Francia (bandiera)        | A     | Simon Hébras     |
| 32 | Francia (bandiera)        | A     | Sacha Essombé    |
| 33 | Francia (bandiera)        | C     | Antoine Rochoy   |

### Rosa 2015-2016
| N. |                           | Ruolo | Calciatore               |
| -- | ------------------------- | ----- | ------------------------ |
| 1  | Francia (bandiera)        | P     | Michaël Fabre            |
| 2  | Francia (bandiera)        | D     | Rémi Bonenfant           |
| 4  | Togo (bandiera)           | D     | Sénah Mango              |
| 5  | Francia (bandiera)        | C     | Tony Mauricio            |
| 6  | Francia (bandiera)        | C     | Damien Fachan            |
| 7  | Francia (bandiera)        | C     | Stephen Vincent          |
| 8  | Francia (bandiera)        | C     | Pierre Ducasse           |
| 9  | Francia (bandiera)        | A     | Fodiba Danso             |
| 10 | Guadalupa (bandiera)      | A     | Aurélien Capoue          |
| 11 | Francia (bandiera)        | C     | Alexis Araujo            |
| 12 | Francia (bandiera)        | D     | Ismaël Gace              |
| 13 | Costa d'Avorio (bandiera) | A     | Nassa Guy Roland Niangbo |
| 14 | Francia (bandiera)        | D     | Thierry Argelier         |
| 15 | Francia (bandiera)        | D     | Lucas Rougeaux           |
| 16 | Francia (bandiera)        | P     | Thomas Navaux            |

| N. |                       | Ruolo | Calciatore         |
| -- | --------------------- | ----- | ------------------ |
| 17 | Francia (bandiera)    | C     | Teddy Teuma        |
| 18 | Francia (bandiera)    | D     | Rémi Duterte       |
| 19 | Francia (bandiera)    | C     | Lucas Daury        |
| 20 | Francia (bandiera)    | D     | Cédric Fabien      |
| 21 | Francia (bandiera)    | D     | Éric Vandenabeele  |
| 23 | Portogallo (bandiera) | C     | Stanislas Oliveira |
| 25 | Senegal (bandiera)    | C     | Joseph Lopy        |
| 27 | Francia (bandiera)    | C     | Dominique Pandor   |
| 28 | Francia (bandiera)    | A     | Grégory Thil       |
| 29 | Francia (bandiera)    | C     | Simon Hebras       |
| 31 | Francia (bandiera)    | D     | Mickaël Borger     |
| 32 | Francia (bandiera)    | A     | Moktar Keita       |
| 33 | Francia (bandiera)    | C     | Ibrahim Sacko      |
| 40 | Francia (bandiera)    | P     | Geordan Dupire     |

### Rosa 2012-2013
| N. |                           | Ruolo | Calciatore         |
| -- | ------------------------- | ----- | ------------------ |
| 1  | Francia (bandiera)        | P     | Régis Gurtner      |
| 2  | Francia (bandiera)        | D     | Benjamin Boulenger |
| 4  | Francia (bandiera)        | C     | Guillaume Loriot   |
| 6  | Francia (bandiera)        | D     | Kévin Rimane       |
| 9  | Francia (bandiera)        | A     | Yassin Chadili     |
| 10 | Guadalupa (bandiera)      | A     | Aurélien Capoue    |
| 11 | Francia (bandiera)        | C     | Guillaume Ducatel  |
| 12 | Francia (bandiera)        | D     | Ismaël Gace        |
| 13 | Costa d'Avorio (bandiera) | D     | Issoumaila Dao     |
| 15 | Francia (bandiera)        | D     | Elie Dohin         |
| 16 | Costa d'Avorio (bandiera) | P     | Ibrahim Koné       |

| N. |                            | Ruolo | Calciatore              |
| -- | -------------------------- | ----- | ----------------------- |
| 17 | Francia (bandiera)         | A     | Jordan Mignon           |
| 18 | Francia (bandiera)         | A     | Grégory Thil            |
| 19 | Francia (bandiera)         | C     | Malamine Diarra         |
| 20 | Guyana francese (bandiera) | D     | Cédric Fabien           |
| 21 | Francia (bandiera)         | A     | Chris Gadi              |
| 23 | Portogallo (bandiera)      | C     | Stanislas Oliveira      |
| 26 | Francia (bandiera)         | C     | Loïc Damour             |
| 27 | Francia (bandiera)         | C     | Pierre‑Baptiste Baherle |
| 30 | Francia (bandiera)         | P     | Alexis Sauvage          |
| 33 | Francia (bandiera)         | D     | Éric Vandenabeele       |
| 34 | Francia (bandiera)         | C     | N'Golo Kanté            |

### Rosa 2011-2012
| N. |                           | Ruolo | Calciatore         |
| -- | ------------------------- | ----- | ------------------ |
| 1  | Francia (bandiera)        | P     | Florian Bague      |
| 16 | Costa d'Avorio (bandiera) | P     | Ibrahim Koné       |
| 30 | Francia (bandiera)        | P     | Romain Peron       |
| 40 | Francia (bandiera)        | P     | Régis Gurtner      |
| 2  | Francia (bandiera)        | D     | Benjamin Boulenger |
| 3  | Francia (bandiera)        | D     | Yoann Lachor       |
| 5  | Senegal (bandiera)        | D     | Zargo Touré        |
| 12 | Francia (bandiera)        | D     | Ismaël Gace        |
| 18 | Francia (bandiera)        | D     | Maxime Colin       |
| 20 | Francia (bandiera)        | D     | Cédric Fabien      |
| 22 | Francia (bandiera)        | D     | Antony Lecointe    |
| 6  | Mauritius (bandiera)      | C     | Kevin Bru          |
| 7  | Zimbabwe (bandiera)       | C     | Ovidy Karuru       |

| N. |                    | Ruolo | Calciatore              |
| -- | ------------------ | ----- | ----------------------- |
| 8  | Francia (bandiera) | C     | Enzo Reale              |
| 11 | Francia (bandiera) | C     | Guillaume Ducatel       |
| 19 | Francia (bandiera) | C     | Kevin Rimane            |
| 21 | Francia (bandiera) | C     | Hugo Cianci             |
| 26 | Francia (bandiera) | C     | Loïc Damour             |
| 27 | Francia (bandiera) | C     | Pierre-Baptiste Baherle |
| 10 | Francia (bandiera) | A     | Aurélien Capoue         |
| 14 | Francia (bandiera) | A     | Alexis Allart           |
| 24 | Francia (bandiera) | A     | Yannis Salibur          |
| 29 | Francia (bandiera) | A     | Virgile Reset           |
| 33 | Francia (bandiera) | A     | Yassin Chadili          |
| 34 | Francia (bandiera) | A     | Christopher Benkada     |

- 2007-2008